# Branchinella chudeaui
Branchinella chudeaui är en kräftdjursart som först beskrevs av Daday 1910.  Branchinella chudeaui ingår i släktet Branchinella och familjen Thamnocephalidae. Inga underarter finns listade.